# Colonia Las Pichanas
Colonia Las Pichanas é uma comuna da província de Córdoba, na Argentina.